# Приттиц
Приттиц (нем. Prittitz) — деревня в Германии, в земле Саксония-Анхальт, входит в район Бургенланд в составе городского округа Тойхерн.
Население составляет 995 человек (на 31 декабря 2009 года). Занимает площадь 11,33 км².

## История
Датой основания поселения задокументирован 1140 год.
В 1815 году оно попадает под управление Вайсенфельса, провинции Саксония.
1 января 2011 года, после проведённых реформ, Приттиц вошёл в состав городского округу Тойхерн в качестве района.

## Галерея

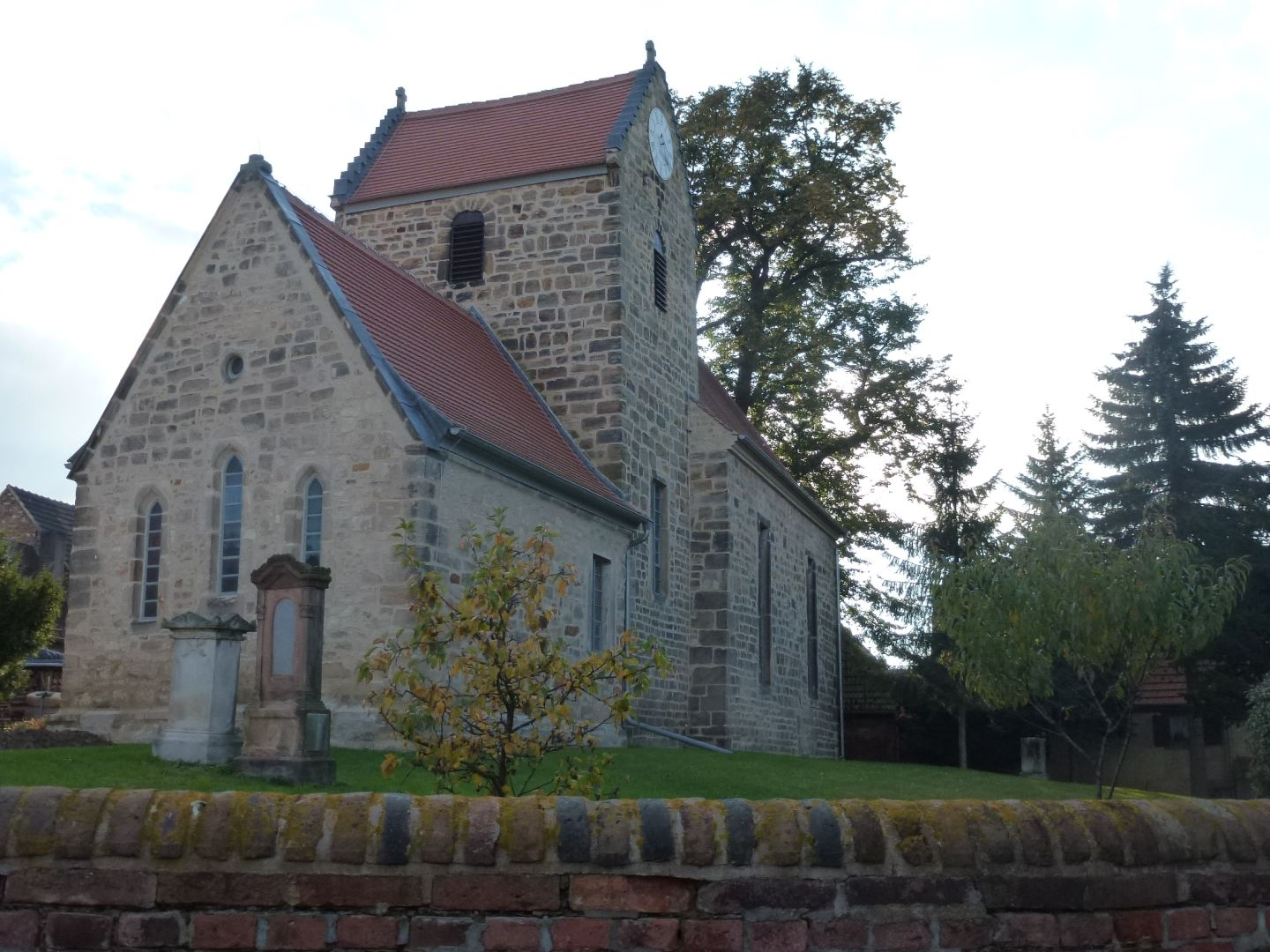
Церковь Приттица
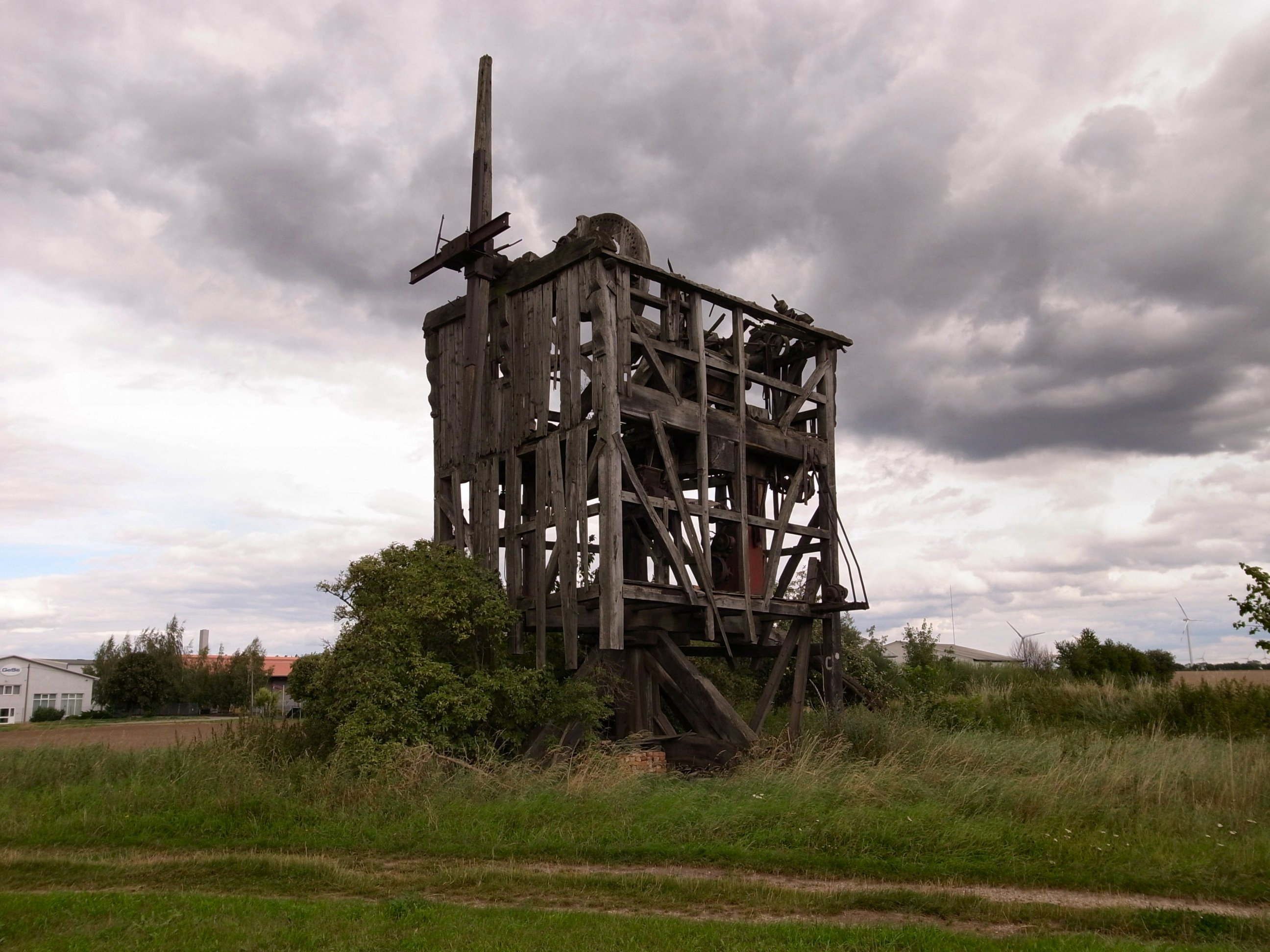
Остов ветряной мельницы